# Dyhult (naturreservat)
Dyhult är ett naturreservat i  Söderköpings kommun i Östergötlands län.
Området är naturskyddat sedan 2009 och är 20 hektar stort. Reservatet ligger öster om byn Dyhult och består av hällmarkstallskogar, tallbevuxna mossar och partier av granskog och gamla aspar.